# شوراکند، خیزی
شوراکند، خیزی (به ترکی آذربایجانی: Şurakənd) یک منطقهٔ مسکونی در جمهوری آذربایجان است که در شهرستان خیزی واقع شده‌است.